# AdeS
AdeS (pronuncia-se Adês) é uma bebida à base de soja fabricada e distribuída pela Coca-Cola, que pode ser encontrada na linha original e na linha frutas, que contém suco de fruta em diversos sabores. Nos dois casos, o alimento pode ser encontrado na versão zero, sem adição de açúcar. Seu nome é a abreviação de Alimentos de Soja. Os produtos estão disponíveis nas versões 1l, 200ml, 330ml e 1,5l.

## História
A história de AdeS começou em 1988 na Argentina, quando o produto foi criado. Em 1996, AdeS passou a ser importado para o Brasil. Nesse mesmo ano, a Unilever optou em realizar uma pesquisa na cidade de Curitiba, em 1996, para saber o grau de aprovação das pessoas que degustaram o alimento nos pontos-de-vendas. Com a aprovação, a bebida rapidamente começou a ser fabricada e distribuída para o mercado brasileiro.
Em 1997, quando a Best Foods foi comprada pela Unilever, a marca AdeS passou a compor o portfólio da companhia.
Em 2000, foi lançada a versão light do AdeS Original, uma alternativa com menos calorias e sem adição de açúcar, de acordo com a legislação brasileira, e no ano seguinte, em 2011 acontece o lançamento das versões light da linha AdeS Frutas.
Em 2015, a AdeS vendeu mais 56 milhões em produtos, e gerando renda aproximada de 284 milhões de dólares. Em 2016, a AdeS foi adquirida pela Coca-Cola em parceria da mexicana Coca-Cola FEMSA.

### AdeS no Brasil
Sendo o grão de soja associado a um sabor desagradável, a Unilever optou em realizar uma pesquisa na cidade de Curitiba, em 1996, para saber o grau de aprovação das pessoas que degustaram o alimento nos pontos-de-vendas. Com um total de aprovação de 68%, a bebida rapidamente começou a ser fabricada e distribuída para o mercado brasileiro.

#### Recall
No dia 14 de março de 2013, a Unilever fez um recall dos sucos AdeS de maçã, contaminados com uma solução de limpeza que causavam queimação no estômago dos consumidores. O lote com problema AGB 25, distribuído nos estados do Paraná, Rio de Janeiro e São Paulo apresentou problemas decorrente de uma falha operacional e humana no processo de higienização, que resultou no envase de embalagens com produto de limpeza, o produto foi identificado como hidróxido de sódio (soda cáustica) diluído a 2,5% de seu total. Porém o recall não foi o suficiente. A Agência Nacional de Vigilância Sanitária (Anvisa) publicou no dia 18 de março de 2013 Diário Oficial da União uma resolução suspendendo a fabricação, a distribuição, a venda e o consumo de lotes dos produtos com soja da marca AdeS, de diferentes sabores, versões e tamanhos. De acordo com a resolução, a medida foi tomada devido aos produtos não atenderem às exigências legais e regulamentares da Anvisa.

## Sabores
AdeS é uma bebida à base de soja que pode ser encontrada na linha original, que se assemelha ao leite, e também saborizados, e na linha frutas em diversos sabores. Nos dois casos, o alimento pode ser encontrado na versão zero, sem adição de açúcar.
O primeiro sabor a ser lançado foi o AdeS Original e logo depois foram lançados os primeiros sabores de frutas, sendo eles: maçã, maracujá e laranja.
Em 2000 foi lançada a versão light do AdeS Original. Um ano depois, foi lançada também a versão light dos sabores maçã e laranja.
Atualmente a linha AdeS Original conta com os sabores shake de morango, frapê de coco, vitamina de banana, além dos sabores zero açúcar.
A linha AdeS Frutas conta com os sabores: abacaxi, laranja, melão, limonada, maçã, maracujá, pêssego e uva, e as versões zero açúcar.